# Ribes (agua)
El agua mineral natural Aigua de Ribes es propiedad de Fontaga, S.A. y procede del manantial situado en Ribas de Freser, Gerona, España donde también es envasada.
Está indicada para dietas pobres en sodio así como para la preparación de biberones de leche de inicio y de continuación.
Aigua de Ribes colabora con Unicef desde 1997.

## Composición química
| Tipo         | Cantidad   |
| ------------ | ---------- |
| Residuo seco | 207 mg/l   |
| Bicarbonatos | 163,5 mg/l |
| Sulfatos     | 30,4 mg/l  |
| Clorulos     | 3,6 mg/l   |
| Calcio       | 54,4 mg/l  |
| Magnesio     | 7,5 mg/l   |
| Sodio        | 4,9 mg/l   |
| Potasio      | 0,6 mg/l   |
| Nitratos     | 6,7 mg/l   |
| Flúor        | 0,1 mg/l   |
| Sílice       | 8,3 mg/l   |